# Kościół św. Marii Magdaleny i Bożego Ciała w Koziegłowach
Kościół św. Marii Magdaleny i Bożego Ciała – zabytkowy kościół znajdujący się w Koziegłowach.
Kościół wybudowano w stylu gotyckim w 1470 r. W 1595 r. dobudowano do niego drewnianą nawę, którą w 1679 r. zamieniono na murowaną. Przy kościele ulokowana jest plebania z 1802 r.

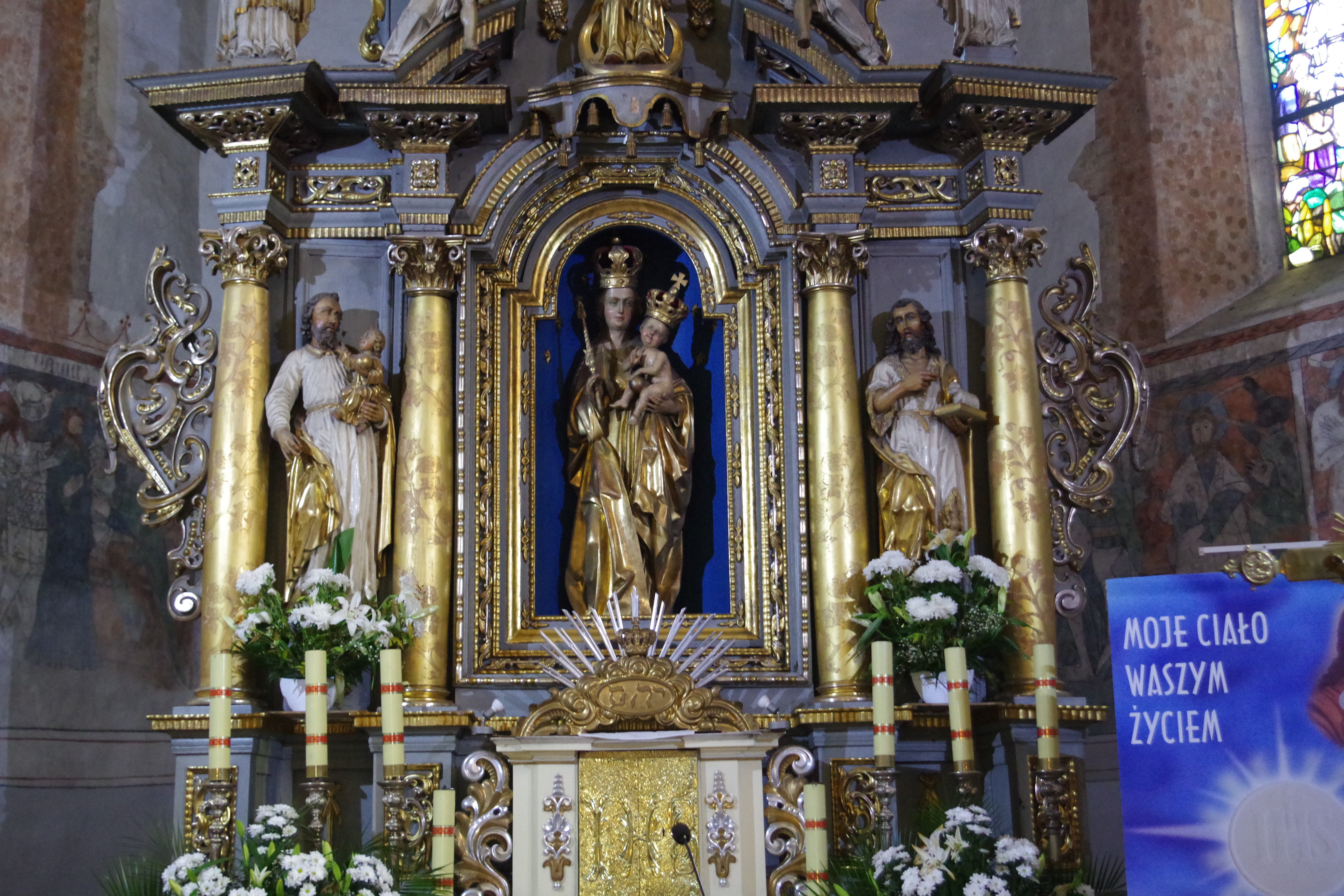
Fragment ołtarza głównego

Kościół jest budowlą jednonawową (nawa pochodzi z końca XVI wieku), z prezbiterium o 12 m długości, 9 m szerokości i 8,90 m wysokości. Przy prezbiterium zbudowana jest zakrystia, a przy nawie kaplica grobowa Kawieckich pod wezwaniem św. Stanisława z XVIII w., którą ufundował sekretarz królewski, starosta koziegłowski i siewierski Stanisław Kawiecki. Dach kryty jest gontem, stromy, zwieńczony barokową wieżą na planie kwadratu, kiedyś z zegarem. Wyposażenie wnętrza jest głównie barokowe.

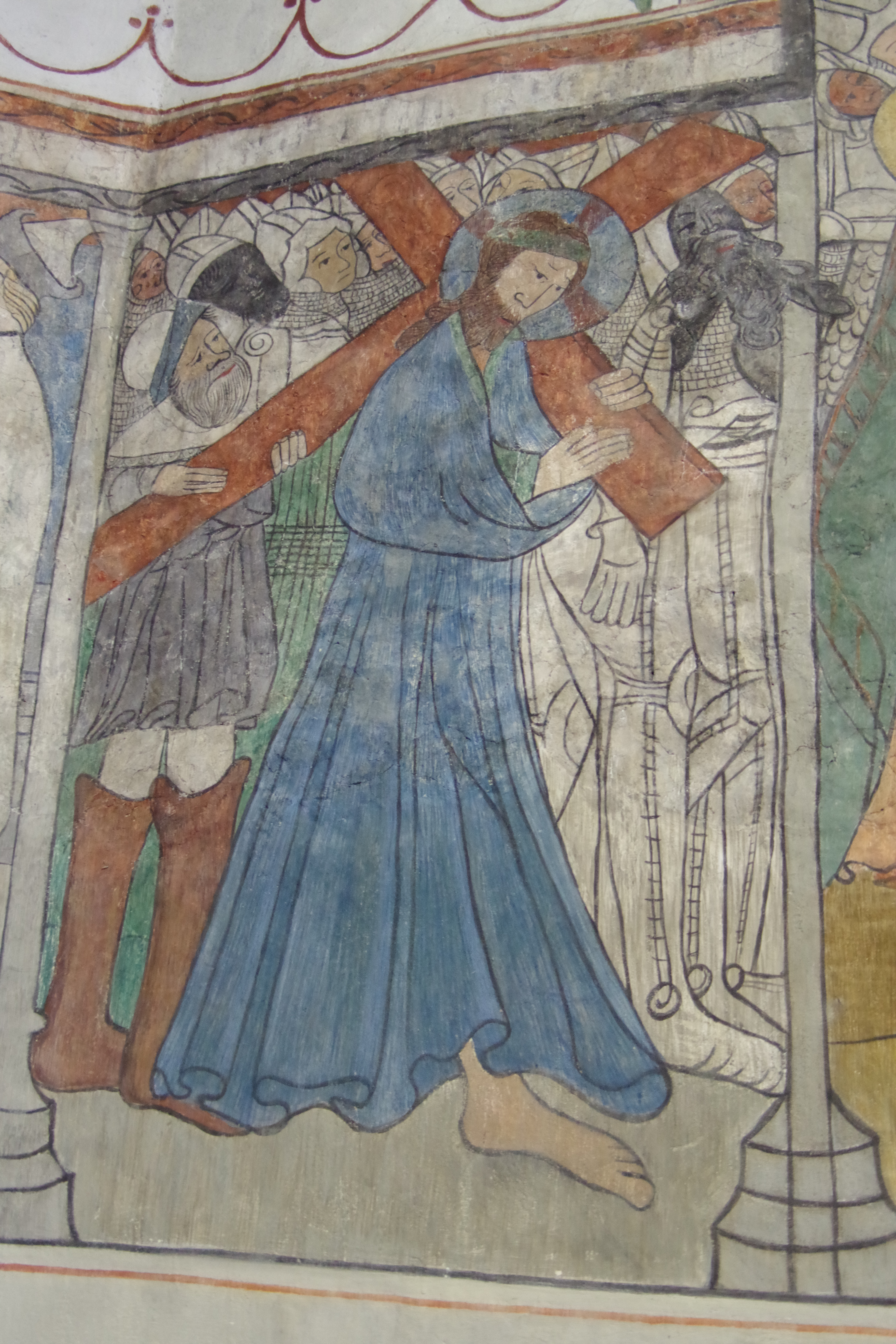
Freski

W 1972 r. przypadkowo odkryto w kościele 27 gotyckich polichromii temperowych na tynku, które są jednym z najpełniej zachowanych cykli pasyjnych polskiego późnogotyckiego malarstwa ściennego. Freski wykonano czarnymi konturami, które wypełniono kolorami (błękit, brąz, czerwień, zieleń). Prace przy ich odsłanianiu i konserwowaniu trwały do 1977 r., a kolejne prace konserwatorskie przeprowadzono w latach 1986-1993, gdy oczyszczono warstwę malarską, usunięto zniszczone fragmenty zaprawy i uzupełnienia.
Odsłonięcie fresków spotkało się z dużym zainteresowaniem mediów.